# Yamaguchi Financial Group
Финансовая группа Ямагути — японская финансовая группа, объединяющая банки Ямагути, Момидзи и Китакюсю, а также несколько финансовых компаний. Группа создана 2 октября 2006 года, штаб-квартира в городе Симоносеки префектуры Ямагути. В списке крупнейших публичных компаний мира Forbes Global 2000 за 2021 год заняла 1663-е место (в том числе 350-е по активам).
Сеть группы насчитывает 273 отделений в Японии, а также 3 зарубежных отделения, 2 в КНР и одно в Южной Корее.
На 31 марта 2021 года активы группы составляли 12 трлн иен ($109 млрд), из них 7,89 трлн пришлось на выданные кредиты, 1,81 трлн — на наличные и краткосрочные депозиты в банках, 1,79 трлн — на ценные бумаги; принятые депозиты составили 10,04 трлн иен.
Банк Ямагути (Yamaguchi Bank) — штаб-квартира в Симоносеки, 131 отделение в Японии и три за рубежом, активы 6,8 трлн иен.
Банк Момидзи (Momiji Bank) — штаб-квартира в Хиросиме, 105 отделений, активы 3,77 трлн иен.
Банк Китакюсю (Kitakyushu Bank) — штаб-квартира в Китакюсю, 37 отделений, активы 1,46 трлн иен.